# Ksamil
Ksamil (albanais : Ksamili, grec moderne : Εξαμίλι) est un village et une ancienne municipalité située sur la riviera du sud de l'Albanie, et faisant partie du parc national de Butrint. Lors de la réforme du gouvernement local de 2015, elle devient une subdivision de la municipalité de Sarandë. La population au recensement de 2023 est de 2 731, tandis que selon les registres d'état civil, elle est de 9 137 en 2018. L'unité municipale regroupe les villages de Ksamil et de Manastir. Durant l’ère communiste, le village côtier de Ksamil est construit en 1966 et se situe au sud de Sarandë sur la route menant à Butrint.

## Démographie
En 1992, le village de Ksamil est habité par une population mixte composée d'Albanais musulmans (1 125), de Grecs (520) et d'Albanais orthodoxes (210).
Selon des estimations officielles (2014), la population de la commune de Ksamil est de 9 215 habitants, dont 4 207 sont des Grecs, sept Aroumains (en), et le reste des Albanais.

## Attractions touristiques
Ksamil est l'une des stations balnéaires les plus fréquentées, tant par les touristes nationaux qu'étrangers. La plage de Ksamil et la côte ionienne de l'Albanie plus au nord figurent dans la liste du Guardian des 20 meilleures destinations balnéaires à prix abordable pour 2013. Les principales attractions sont les Île de Ksamil. Les plages de sable blanc « caraïbes » de Ksamil donnent un essor important au tourisme local. Des Albanais originaires du Kosovo et d'autres zones albanaisophones viennent visiter Ksamil ces dernières années, et le nombre de touristes internationaux augmente également. Cela entraîne, par exemple, de nouvelles infrastructures hôtelières, mais aussi une hausse des prix. Parmi les autres activités figurent la Source de l’Œil bleu à Muzinë, le parc national de Butrint, Saranda, ainsi que d'autres petites plages situées au nord de Ksamil.

## Galerie

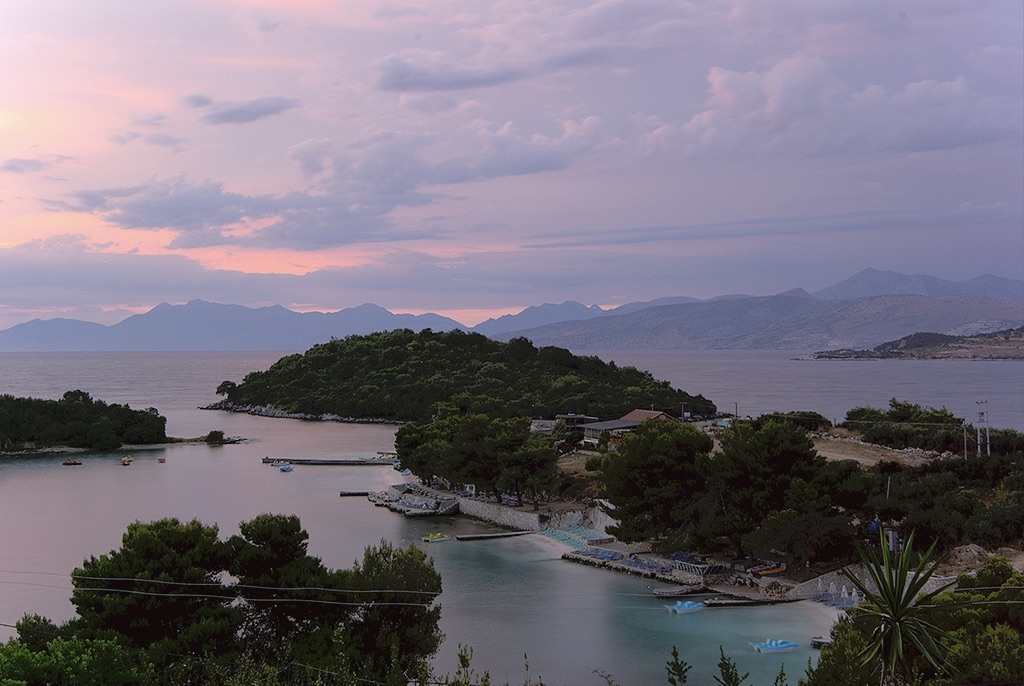
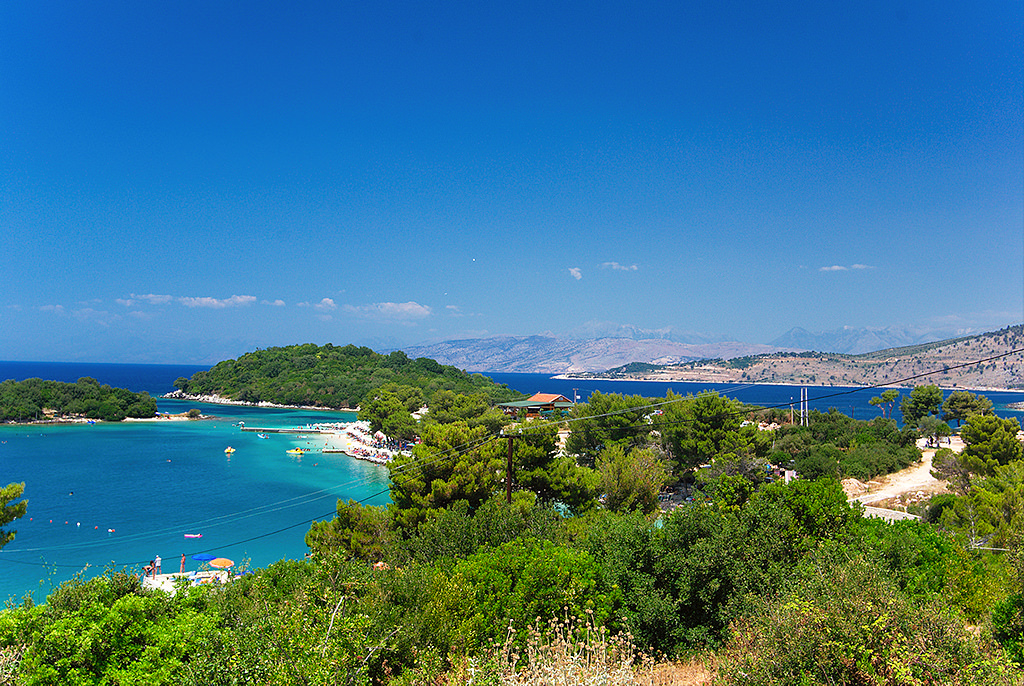
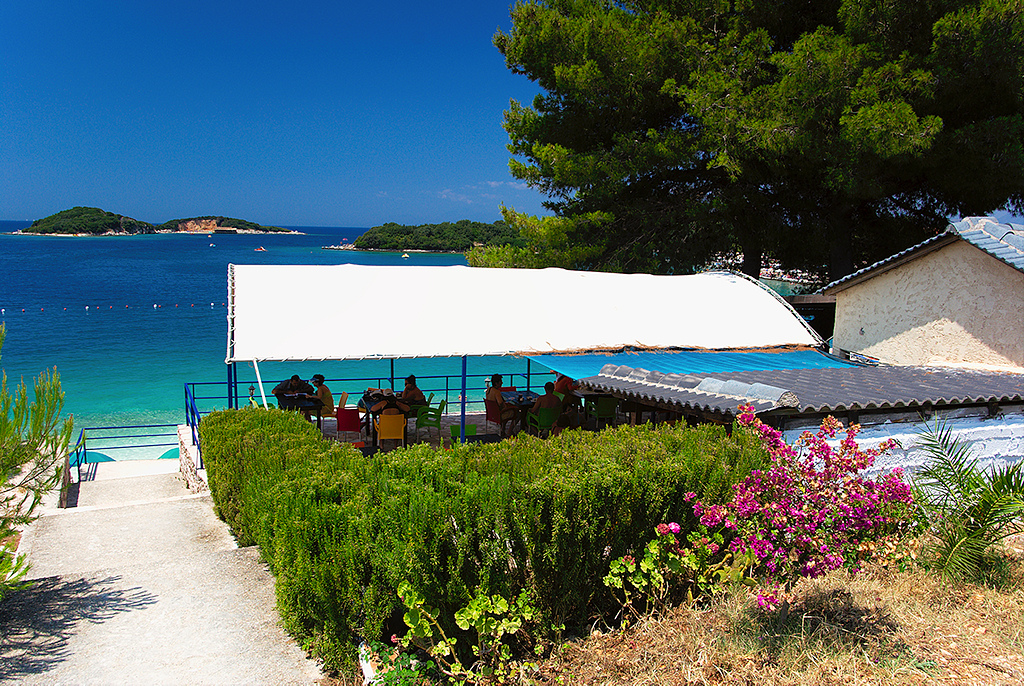
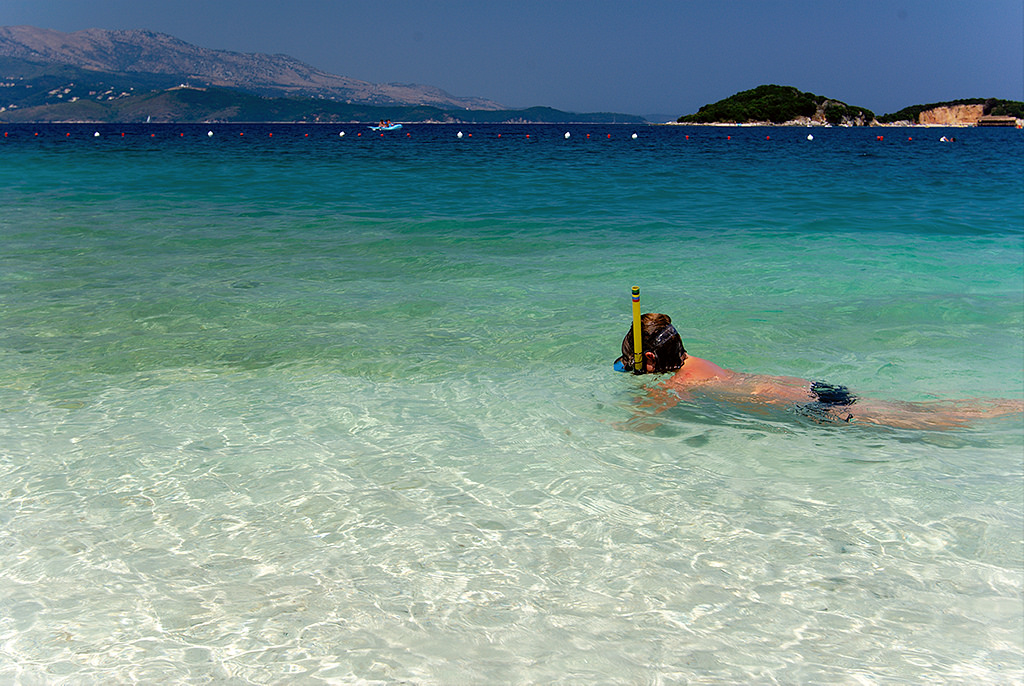
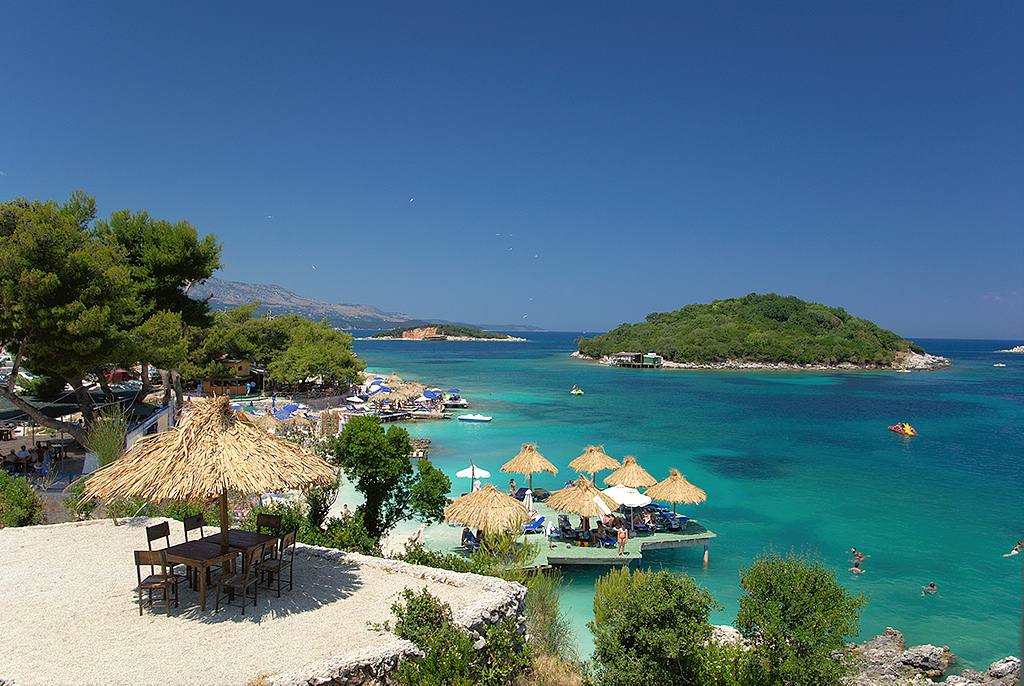
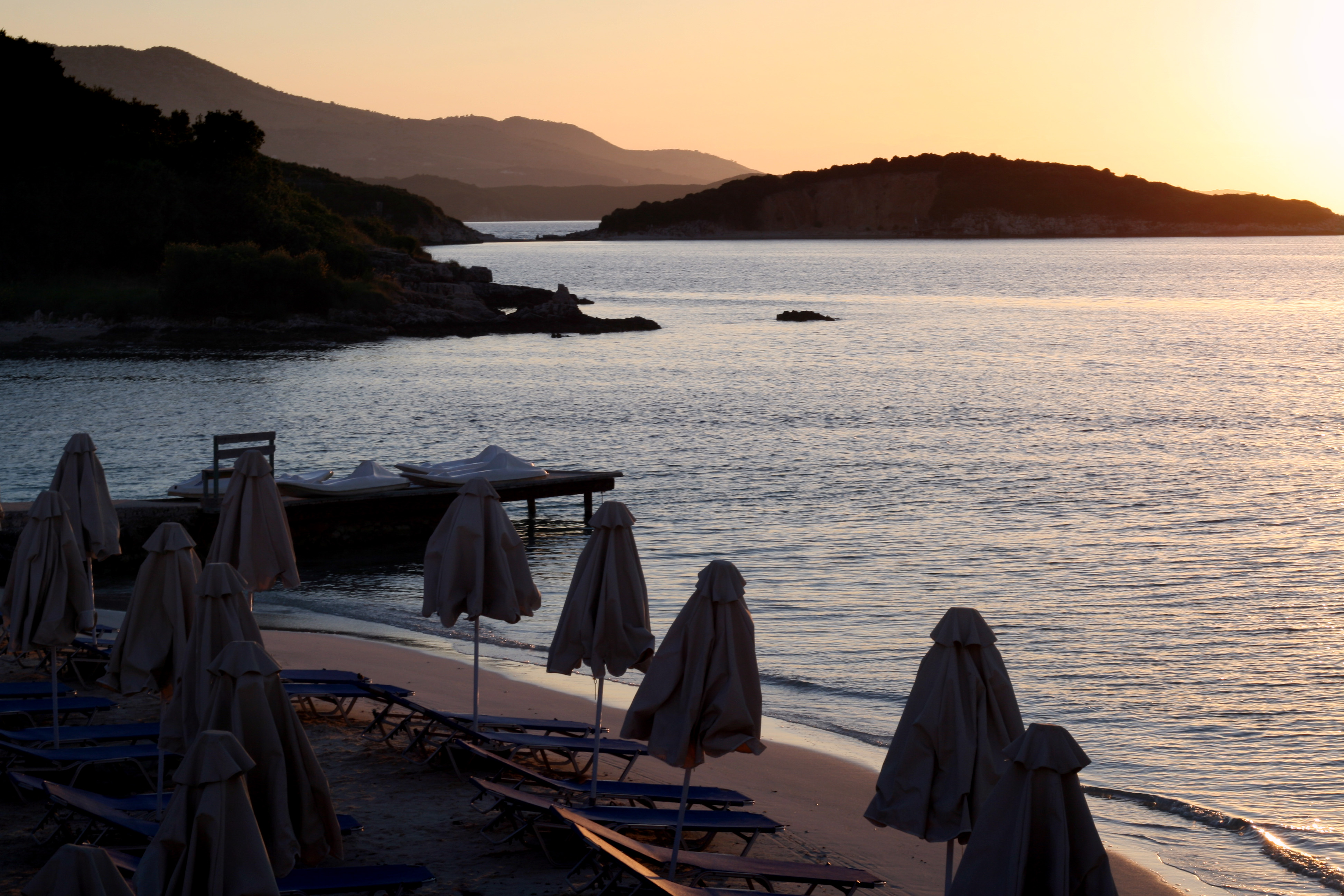
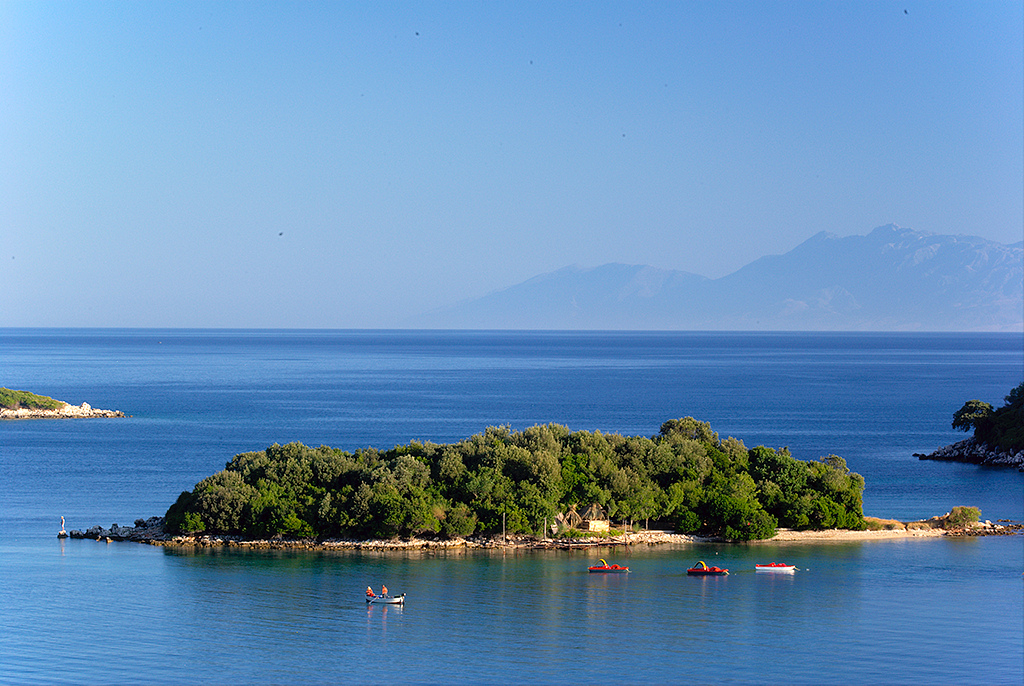